# Riu Clutha
El Clutha és el segon riu més important de Nova Zelanda (Oceania). Fa 338 de llarg, neix al riu Makarora i desemboca a l'Oceà Pacífic. Pasa per les següents ciutats: Cromwell, Alexandra, Clyde, Roxburgh, Luggate, Millers Flat, Beaumont i Ettrick.